# Dorfmühle (Seinsheim)
Dorfmühle ist ein Gemeindeteil des Marktes Seinsheim im Landkreis Kitzingen (Unterfranken, Bayern). Dorfmühle liegt in der Gemarkung Iffigheim.

## Geografische Lage
Die Einöde liegt an der Iff, einem linken Zufluss des Breitbachs, und an der Kreisstraße KT 20, die nach Iffigheim zur Staatsstraße 2418 (0,3 km nordöstlich) bzw. nach Wässerndorf führt (0,5 km südwestlich). Im Südosten erhebt sich der Grainberg (259 m ü. NHN).

## Geschichte
Dorfmühle gehörte ursprünglich zur Realgemeinde Iffigheim und unterstand wie diese dem schwarzenbergischen Amt Wässerndorf, das das Hoch- und Niedergericht ausübte.
Mit dem Gemeindeedikt (frühes 19. Jahrhundert) wurde Dorfmühle dem Steuerdistrikt Seinsheim und der Ruralgemeinde Iffigheim zugewiesen. Im Zuge der Gebietsreform in Bayern wurde Dorfmühle am 1. Mai 1978 nach Seinsheim eingemeindet.

### Einwohnerentwicklung
| Jahr      | 001818 | 001836 | 001840 | 001861 | 001871 | 001885 | 001900 | 001925 | 001950 | 001961 | 001970 | 001987 |
| Einwohner | 4      | *      | 6      | *      | 9      | 8      | 7      | 6      | 8      | 8      | 3      | 6      |
| Häuser    | 2      | *      | 1      |        |        | 2      | 1      | 1      | 2      | 1      |        | 1      |
| Quelle    | [ 6 ]  | [ 10 ] | [ 11 ] | [ 12 ] | [ 13 ] | [ 14 ] | [ 15 ] | [ 16 ] | [ 17 ] | [ 18 ] | [ 19 ] | [ 1 ]  |

## Religion
Dorfmühle ist römisch-katholisch geprägt und bis heute nach St. Peter und Paul (Seinsheim) gepfarrt.